# Стехни
Стехни (рос. Стехны) — присілок в Питаловському районі Псковської області Російської Федерації.
Населення становить 182 особи. Входить до складу муніципального утворення Утроїнська волость.

## Історія
Від 2015 року входить до складу муніципального утворення Утроїнська волость.

## Населення
| 2001 | 2002 | 2010 |
| ---- | ---- | ---- |
| 320  | ↘276 | ↘182 |